# Judíos de Bilad el-Sudan

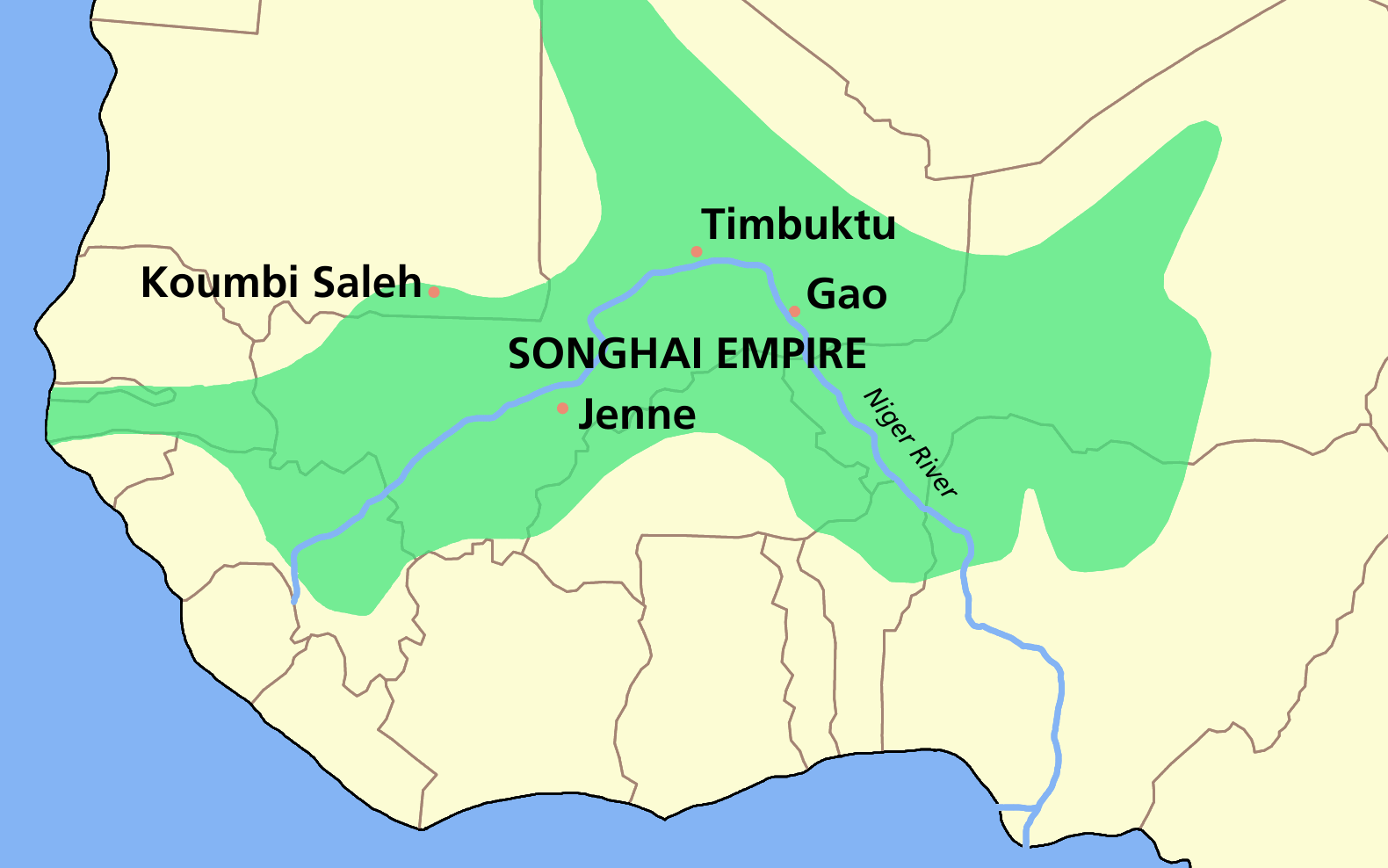
El imperio songhai, c. 1500.

Judíos del Bilad al-Sudan (judeoárabe: אַהַל יַהוּדּ בִּלַדּ אַל סוּדָּן) describe las comunidades judías de África Occidental que estaban conectadas con otras conocidas del Medio Oriente, África del Norte o España y Portugal. Diversos registros históricos atestiguan su presencia en un momento dado en los imperios de Ghana, Malí y songhai, que entonces se llamaba el bilād as-sūdān (بلاد السودان), del árabe que significa «país de los negros». En años posteriores, los judíos de España, Portugal y Marruecos también formaron comunidades frente a la costa de Senegal y en las islas de Cabo Verde. Estas comunidades continuaron existiendo durante cientos de años, pero desde entonces han desaparecido debido a los cambios en las condiciones sociales, la persecución, la migración y la asimilación.

## Primera historia
Según la mayoría de los relatos, los primeros asentamientos judíos en África se encontraban en lugares como Egipto, Túnez y Marruecos. Los judíos se habían establecido en Egipto a lo largo del Alto Nilo en Elefantina. Estas comunidades se vieron incrementadas por la posterior llegada de judíos tras la destrucción del  Segundo Templo de Jerusalén en el año 70, cuando el emperador romano Tito asentó 30.000 esclavos judíos en toda Cartago.
África se identifica en varias fuentes judías en relación con Tarsis y Ofir. La Septuaginta, y Jerónimo, que fue enseñado por los judíos, y muy a menudo el Targum arameo sobre los Nevi'im, identifican la Tarsis bíblica con Cartago, que fue el lugar de nacimiento de varios rabinos mencionados en el Talmud. África, en el sentido más amplio, se indica claramente donde se menciona que las diez tribus perdidas fueron conducidas al exilio por los asirios y que viajaron a África. Conectada con esto está la idea de que el río Sambation está en África. Los árabes, que también conocen la leyenda de los Banū Mūsā («Hijos de Moisés»), están de acuerdo con los judíos en situar su tierra en África.
Ya en la época romana, los judíos marroquíes habían empezado a viajar al interior para comerciar con grupos de bereberes, la mayoría de los cuales eran nómadas que vivían en zonas remotas de las montañas del Atlas. Los judíos vivían codo con codo con los bereberes, forjando lazos económicos y culturales; algunos bereberes incluso empezaron a practicar el judaísmo. En respuesta, la espiritualidad bereber transformó el ritual judío, pintándolo con la creencia en el poder de los demonios y los santos. Cuando los musulmanes se extendieron por el norte de África, los judíos y los bereberes los divinizaron juntos. Al otro lado de las montañas Atlas, la legendaria reina Kahina lideró una tribu de bereberes, judíos y otros grupos étnicos en la batalla contra los guerreros islámicos invasores.
En el siglo X, a medida que el entorno social y político de Bagdad se hacía cada vez más hostil a los judíos, muchos comerciantes judíos de allí se fueron al Magreb y a Túnez en particular. Durante los dos o tres siglos siguientes, un grupo social distintivo de comerciantes de todo el mundo mediterráneo se conoció como el «Magrebí», transmitiendo esta identificación de padre a hijo.
Según ciertas leyendas locales del imperio Malí, una mención en el Tarikh al-Sudan puede haber registrado la primera presencia judía en África occidental con la llegada del primer gobernante zuwa de Koukiya y su hermano, situado cerca del río Níger. Se le conocía como Za/Zuwa Alayman (que significa «viene del Yemen»). Algunas leyendas locales afirman que Zuwa Alayman era miembro de una de las comunidades judías que fueron transportadas o trasladadas voluntariamente desde el Yemen por los etíopes en el siglo VI de la era común después de la derrota de Dhu Nuwas. El Tarikh al-Sudan, afirma que hubo 14 gobernantes zuwa de Koukiya después de Zuwa Alyaman antes del surgimiento del Islam en la región. Hay un debate sobre si el Tarikh es-Soudan puede ser entendido de esta manera.

### Comercio y establecimiento de comunidades

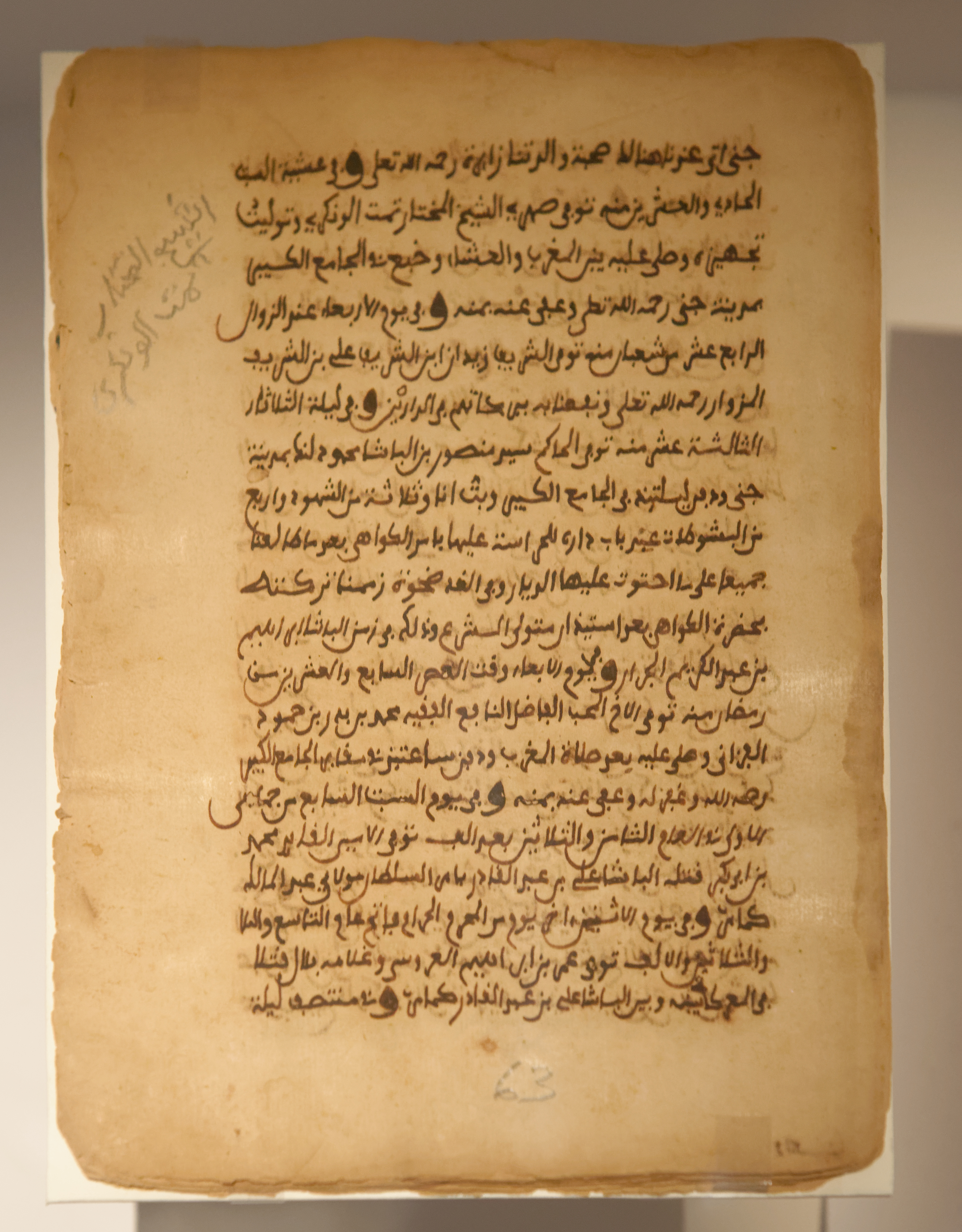
Folio del Tarikh al-fattash en la Biblioteca Mamma Haidara..

El manuscrito C del Tarikh al-fattash describe una comunidad llamada los Bani Israeel que en 1402 existía en Tindirma, poseía 333 pozos y tenía siete líderes:
- Jabroot bin-Hashim
- Thoelyaman bin-Abdel Hakim
- Zeor bin-Salam
- Abdel-latif bin-Solayman
- Malik bin-Ayoob
- Fadil bin-Mzar
- Shaleb bin-Yousef

También se afirma que tenían un ejército de 1500 hombres. Otras fuentes dicen que otras comunidades judías de la región se formaron por las migraciones de Marruecos, Egipto y Portugal. Cuando el explorador escocés Mungo Park viajó a través de África Occidental a finales del siglo XVIII fue informado por un árabe que conoció cerca de Walata de que había muchos judíos de habla árabe en Tombuctú cuyas oraciones eran similares a las de los moros. Se dice que algunas comunidades fueron pobladas por ciertos judíos bereberes como un grupo de Kal Tamasheq conocido como Iddao Ishaak que viajó desde el norte de África al oeste de África por el comercio, así como los que escaparon de las invasiones islámicas en el norte de África.

### Era islámica
En el siglo XIV muchos moros y judíos, huyendo de la persecución en España, emigraron al sur a la zona de Tombuctú, que en ese momento formaba parte del Imperio songhai. Entre ellos estaba la familia Kehath (Ka'ti), descendiente de Ismael Jan Kot Al-yahudi de Scheida, Marruecos. Los hijos de esta prominente familia fundaron tres aldeas que aún existen cerca de Tombuctú: Kirchamba, Haibongo y Kongougara. En 1492, Askia Mohamed I el Grande llegó al poder en la anteriormente tolerante región de Tombuctú y decretó que los judíos debían convertirse al islam o irse; el judaísmo se hizo ilegal en Malí, como lo hizo en la España católica ese mismo año. Esto se basó en el consejo de Muhammad al-Maghili.
Como escribió el historiador León el Africano en 1526:

En Garura había algunos judíos muy ricos. La intervención del predicador (Muhammad al-Maghili) de Tremecén estableció el saqueo de sus bienes, y la mayoría de ellos han sido asesinados por la población. Este evento tuvo lugar durante el mismo año en que los judíos habían sido expulsados de España y Sicilia por el rey católico.

León el Africano también escribió:

El rey (Askia) es un enemigo declarado de los judíos. No permitirá que nadie viva en la ciudad. Si oye decir que un mercader bereber los frecuenta o hace negocios con ellos, confiscará sus bienes.

## Judíos del Sahara
Parece haber pocas dudas de que los judíos se han mezclado en gran medida con los bereberes que viven en el Sahara marroquí, argelino, tunecino y libio. Se cree que algunos clanes bereberes pueden haber sido en algún momento judíos y, según otra tradición, descienden de los filisteos expulsados de Canaán. Existe la tradición de que Moisés fue enterrado en Tremecén, y la presencia de un gran número de judíos en esa parte de África queda atestiguada además de por los numerosos lugares sagrados y santuarios con nombres bíblicos que son sagrados tanto para los musulmanes como para los judíos, sino también por la presencia allí de un gran número de sagas judías. L. Rinn dice: «Ciertas tribus bereberes tuvieron durante mucho tiempo la religión judía, sobre todo en Amès; e incluso hoy en día vemos entre los Hanensha de Sukahras (Argelia) una tribu seminómada de israelitas dedicada enteramente a la agricultura».
Además, se puede observar que los judíos se encuentran en los ksurs (pueblos fortificados) bereberes a lo largo del sur de Marruecos y en el Sahara adyacente. Así, en Outat, cerca de Tafilalt, hay una mellah con unos 500 judíos; y en Figuig, una mellah con 100 judíos. Yendo más al sur, hacia Tuat, hay una gran comunidad de judíos en el oasis de Alhamada; y en Tamantit, a dos semanas de viaje desde Tafilalt, se dice que los 6000 u 8000 habitantes son descendientes de judíos convertidos al islam. Mucho más al oeste, en la provincia de Sus, está Ogulmin con 3000 habitantes, de los cuales se dice que 100 son judíos.

### Conexión con los daggatun

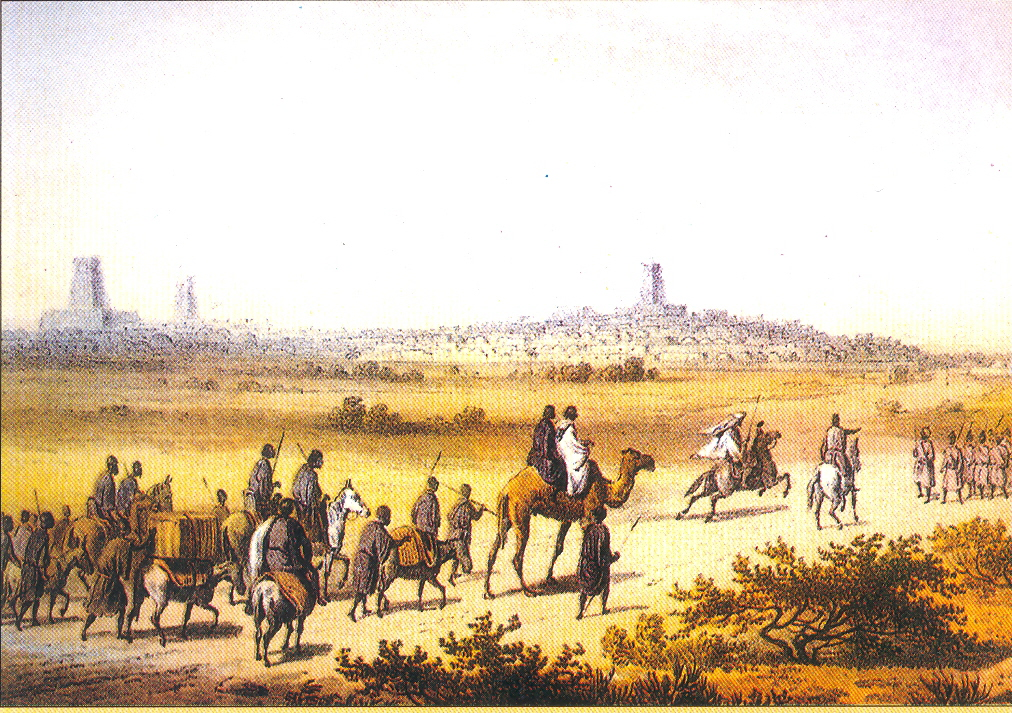
Caravana acercándose a Tombuctú en 1853 (de Travels and Discoveries in Northern and Central Africa (Viajes y descubrimientos en el norte y centro de África) por Heinrich Barth, vol. iv, Londres 1858).

Los daggatun eran una tribu nómada de origen judío que vivía en el barrio de Tamantit, en el oasis de Tuat en el Sahara marroquí. El relato sobre daggatun fue dado por primera vez por el rabino Mordechai Abi Serour de Akka (Marruecos), quien en 1857 viajó a través del Sahara hasta Timbuctu, y cuyo relato de sus viajes fue publicado en el Bulletin de la Société de Géographie. Según el rabino Sarur, los daggatun vivían en tiendas de campaña y se parecían a los bereberes tuareg, entre los que vivían, en cuanto a lengua, religión y costumbres generales. Están sometidos a los tuaregs, que no se casan con ellos. El rabino Serour también afirma que su asentamiento en el Sahara data de finales del siglo VII (cronología musulmana) cuando Abd al-Malik subió al trono y conquistó hasta Marruecos. En Tamantit trató de convertir a los habitantes al islam; y como los judíos ofrecieron gran resistencia los exilió al desierto de Ajaj, al igual que a los tuaregs, que solamente habían aceptado parcialmente el islam. Aislados de cualquier conexión con sus hermanos, estos judíos del Sahara perdieron gradualmente sus prácticas judías y se convirtieron nominalmente en musulmanes.
Otros relatos colocan a un grupo de «árabes» llevados a Ajaj como identificados con los mechagra mencionado por Erwin von Bary, entre los cuales se dice que algunos judíos aún viven allí. Victor J. Horowitz, también habla de muchas tribus libres en las regiones desérticas que son judías de origen, pero que gradualmente han abandonado las costumbres judías y aparentemente han aceptado el islam. Entre estas tribus, dice, están los daggatun, que son varios miles y están dispersos en varios oasis del Sahara, incluso hasta el río Dialiva (Djoliba?) o el Níger. Dice también que son muy belicosos y están en constante conflicto con los tuaregs. Según Horowitz, los mechagra mencionados anteriormente también deben ser considerados como una de estas tribus judías. Horowitz nunca había estado en África, pero se basaba principalmente en los rumores difundidos en la comunidad judía europea.

## El rabino Mordechai Abi Serour y la última comunidad de Tombuctú

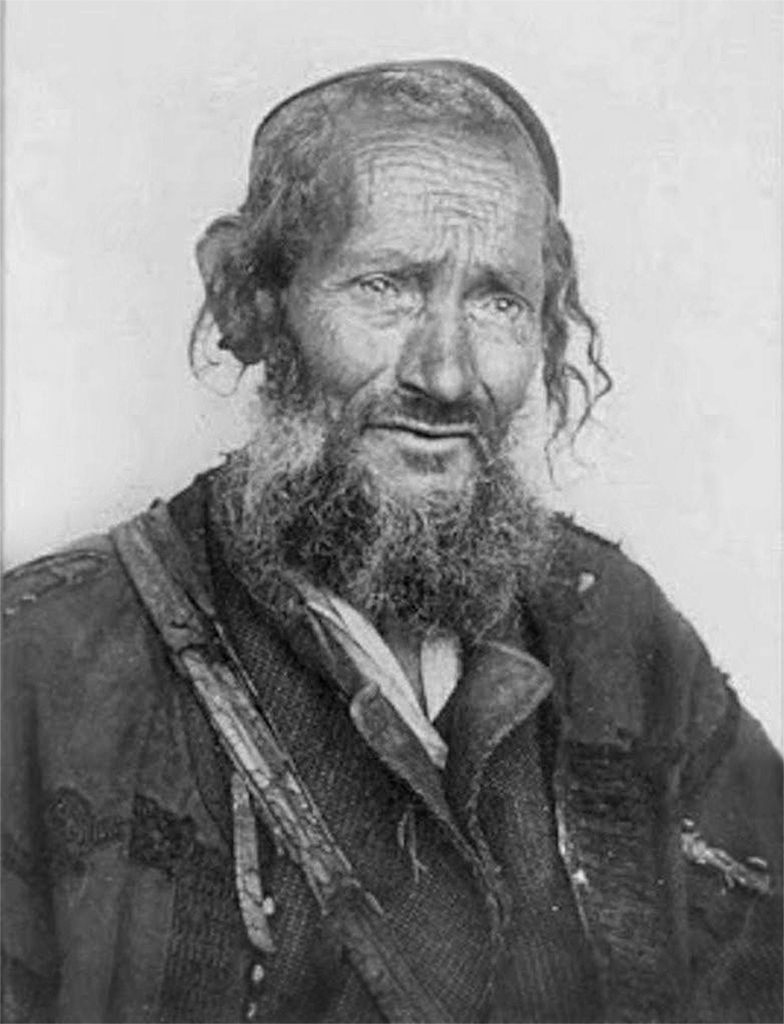
Rabino Mordechai Abi Serour circa 1870s - 1880s. Último rabino de Tombuctú.

El rabino Mordechai Abi Serour, junto con su hermano Itzjaq, vino de Marruecos en 1859 para ser comerciante en Tombuctú. En la época de la audaz empresa del rabino Serour, las relaciones comerciales directas con el interior de África occidental —que entonces se conocía como Sudán— estaban monopolizadas por comerciantes musulmanes. Los no musulmanes no podían comerciar porque los comerciantes árabes estaban decididos a impedir las invasiones de sus lucrativos negocios.
Como hombre de experiencia cosmopolita, era muy adecuado para ser un comerciante en ese tiempo y lugar. Era inteligente, sagaz, audaz, y lo más importante era que conocía la ley coránica así como a los musulmanes más eruditos. Durante sus viajes a Tombuctú, el rabino Serour prefería que la mayoría de sus mercancías fueran transportadas a través del Sahara por bejaoui. El término bejaoui se refiere a los camellos solos o en pequeños grupos que transportaban a los viajeros a veces sin mercancías ni equipaje, y que iban acompañados por guías indígenas.
Como judío, no podía establecer su negocio comercial, por lo que apeló al gobernante regional y negoció el dhimmi, o estatus de persona protegida. Entre 1860 y 1862, el rabino Serour y su hermano Itzjak lograron tener éxito y se hicieron muy conocidos en la zona. Después de ganar una pequeña fortuna, el rabino Serour regresó a Marruecos en 1863, le dio a su padre una gran suma de dinero y convenció a sus otros hermanos para que se unieran a él en su próxima aventura en Tombuctú. En 1864, la colonia judía de Tombuctú tenía motivos para alegrarse ya que a finales de año tenían once hombres judíos adultos en residencia. Esto significaba que podían formar un minyan y establecer una sinagoga. Ellos eran:
- Rabbi Mordechai Aby Serour

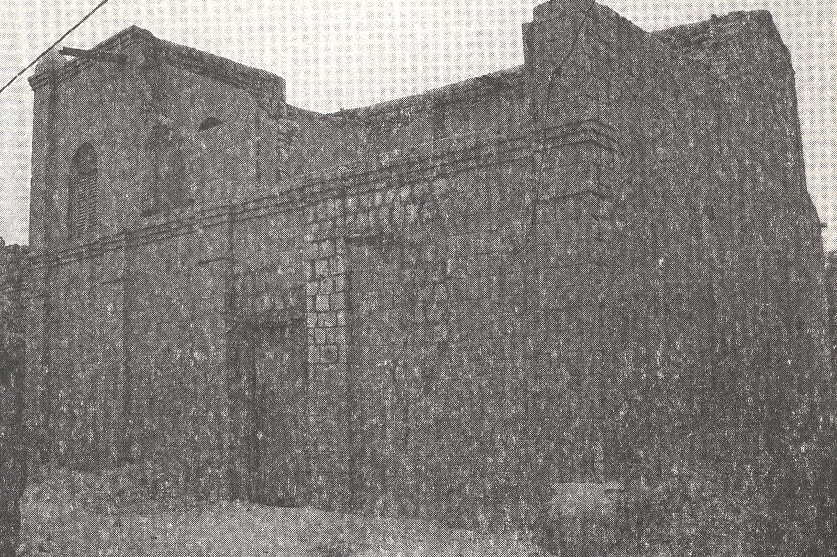
Antigua casa y sinagoga de Tombuctú del rabino Mordechai Abi Serour usada alrededor de 1870 - 1880.

- Mordechai's brothers Esau, Avraham, and *Yitzhaq
- Esau's sons Aharon and David
- Aharon's son Yitzhaq
- Moussa (Mordechai's brother in law)
- Moussa's son David
- Rabbi Raphael
- Shimon Ben-Yaaqov

## Cabo Verde
Manuel I de Portugal en 1496, decidió exiliar a miles de judíos a los archipiélagos de Santo Tomé y Príncipe y Cabo Verde. Los números expulsados en esta época eran tan grandes que el término «portugués» casi implicaba a los de origen judío. Los que no fueron expulsados fueron convertidos por la fuerza o ejecutados. A principios del siglo XIX, los judíos también llegaron a establecerse en isla de Santo Antão, donde todavía hay rastros de su afluencia en el nombre de la aldea de Sinagoga, situada en la costa norte entre Riberia Grande y Janela, y en el cementerio judío de la ciudad de Ponta da Sol. Un último capítulo de la historia judía en Cabo Verde tuvo lugar en la década de 1850, cuando llegaron los judíos marroquíes, especialmente a Boa Vista y Maio para el comercio de pieles.

## Textos relacionados
Los registros de la historia judía de Malí todavía se pueden encontrar en la biblioteca de Kati Andalusí. Ismael Diadie Haidara, un historiador de Tombuctú, posee textos antiguos en árabe y hebreo entre los registros históricos de la ciudad. También ha investigado su propio pasado y ha descubierto que desciende de los comerciantes judíos marroquíes de la familia Abana. Al entrevistar a los ancianos en las aldeas de sus parientes, ha descubierto que el conocimiento de la identidad judía de la familia se ha conservado, en secreto, por temor a la persecución.
Recientemente ha salido a la luz la biblioteca personal del primer Mahmoud Kati, que se transmitió a través de sus descendientes y se amplió al menos hasta mediados del siglo XVII. Este extraordinario «descubrimiento» fue realizado por un joven historiador maliense, Ismaël Diadié Haïdara, miembro del clan Kati, y autor de varios libros, entre ellos L'Espagne musulmane et l'Afrique subsaharienne (1997) y Les Juifs de Tombouctou (1999). La biblioteca está actualmente en posesión de dos ramas del clan Kati en la aldea de Kirshamba, a unos 160 kilómetros al oeste de Tombuctú. Hasta 1.700 de los 2.000 manuscritos estimados en la biblioteca han sido examinados y evaluados por Abdul Kader Haïdara, el experto en manuscritos árabes con sede en Tombuctú y guardián de la Biblioteca Conmemorativa de Mamma Haidara, que actualmente se está rehabilitando gracias a una subvención de la Fundación Mellon.
Los documentos comerciales se refieren a tres familias en particular: la familia Kehat (Ka'ti) que procedía del sur de Marruecos y se convirtió con el resto de la población en 1492; la familia Cohen, descendiente del comerciante judío marroquí al-Hajj Abd al-Salam al Kuhin, que llegó a la zona de Tombuctú en el siglo XVIII; y la familia Abana, que llegó en la primera mitad del siglo XIX.